# Infernal Affairs III - Affari sporchi
Infernal Affairs III - Affari sporchi (無間道IIIS, Mou gaan dou IIIP) è un film del 2003 diretto da Andrew Lau e Alan Mak.
Si tratta del terzo capitolo di Infernal Affairs, e si pone come intermezzo tra sequel e prequel del film originale (vd. midquel), dato che alterna eventi accaduti prima e dopo la storia del primo film utilizzando come "momento spartiacque" la morte del personaggio interpretato da Tony Leung. Diversamente dai precedenti due capitoli, questo film vira a tratti verso una dimensione quasi allucinata ed onirica. Più precisamente, ciò accade in alcune scene incentrate sul personaggio interpretato da Andy Lau, inseguito dal rimorso per la morte del suo amico-nemico e dal fantasma di Mary, ex moglie di Sam.